# Rémálom az Elm utcában (film, 1984)
A Rémálom az Elm utcában (eredeti címe: A Nightmare on Elm Street) Wes Craven 1984-ben bemutatott horrorfilmje. A főszerepben Heather Langenkamp és Robert Englund látható.

## Cselekmény
Tina Gray egy éjszaka rémisztő álmot lát: egy furcsa, torz alak kergeti, akinek az egyik kezén furcsa, pengékkel kirakott kesztyű van, és azzal támad rá. Amikor felriad álmából, a hálóingén ott vannak a pengék nyomai. Másnap reggel legjobb barátnője, Nancy Thompson, és annak barátja, Glen Lantz vigasztalják. Úgy döntenek, ott maradnak nála a következő éjszakán, mert Tina anyja elutazott. Hamarosan megjelenik Rod Lane, Tina barátja is, akivel együtt alszanak. Tinát ismét megtámadja álmában a rejtélyes alak, és ezúttal halálosan megsebesíti. A döbbent Rod csak annyit lát, hogy Tinát egy rejtélyes, láthatatlan erő szétkaszabolja, és a plafonra rántja fel. Nancy apja, Donald Thompson, aki rendőrként dolgozik, letartóztatja a fiút, mert a gyilkossági ügyben minden ellene szól.
Másnap Nancy iskolába megy, és elalszik az órán, ahol álmában megjelenik neki is a furcsa alak, Freddy Krueger. Üldözni kezdi, de aztán Nancy tudatosítja magában, hogy ez egy álom, és egy forró csőnek nyomja a kezét, amitől felébred. Viszont ébredése után az égésnyom megmarad a kezén. Nancy otthon is elalszik a fürdőkádban, ahol Freddy ismét megtámadja. Meglátogatja Rodot a rendőrségi fogdán, és elmeséli neki, mit látott, és hogy tudja, hogy Freddy ölte meg Tinát.
Nancy áthívja magához Glent, hogy figyeljen rá álmában, és ébressze fel, ha baj van. Azt álmodja, hogy Rod élete veszélyben van, ezért az éjszaka közepén a rendőrségi fogdára megy, de ott Freddy felakasztotta a fiút egy kötéllel, akinek a halála így öngyilkosságnak tűnik. Rod temetésén Nancy megemlíti Freddy Krueger nevét, amitől szülei láthatóan megrettennek. Az anyja elviszi őt egy álomklinikára, ahol megint rémálmot lát, és miután felébred, különös módon a kezében marad Freddy kalapja.
Nancy anyja inni kezd, és rácsokkal zárja le az egész házat. Elmondja Nancynek, hogy Freddy Krueger egy gyerekgyilkos volt, aki a környéken élt. Bár eljárás alá vonták, mégis szabadon távozhatott, egy eljárási hiba miatt. A felháborodott szülők önbíráskodásba kezdtek, és benzinnel lelocsolva élve elégették őt abban az épületben, ahová menekült. Nancy rájön, hogy Freddy bosszút akar, ezért felhívja Glent, de a szülei nem engedik, hogy beszéljen vele. Glen elalszik, és Freddy brutális módon végez vele.
Nancy, aki így teljesen egyedül maradt a bezárt házban az alvó anyjával, megígérteti az apjával, hogy a helyszínelésről 20 perc múlva visszatér és felébreszti őt. Csapdákat helyez el a házban, és alvástudatosítás útján felébred, s előcsalja Freddyt a valódi világba. Freddy itt nem olyan erős, a csapdák alaposan ellátják a baját, és végül Nancy felgyújtja őt a pincében. Segítségért kiabál, mire megérkezik az apja, és felszaladnak az emeletre, ahol az ágyban egy lángoló Freddy fojtogatja az anyját. Eloltják ugyan a tüzet, de Freddy és az anyja eltűnnek.
Ekkor Nancy rájön, hogy Freddy a félelmeiből nyeri az erejét, így most, hogy bátran kiáll ellene, nincs rettegnivalója. Freddy még próbálkozik, de aztán eltűnik. Nancy kilép az ajtón, ahol ott van az anyja és a barátai is egy csodaszép reggelen. Beszáll Glen kocsijába a többiek mellé, azonban az autó napfényteteje rájuk zárul, a kocsi pedig irányíthatatlanul elindul az úton. Freddy ismét megjelenik, ahogy berántja az anyját a házba az ajtón keresztül...

## Szereplők
| Szerep           | Színész            | 1. szinkron (eredeti) | 2. szinkron (DVD) |
| ---------------- | ------------------ | --------------------- | ----------------- |
| Nancy Thompson   | Heather Langenkamp | Nagy Andrea           | Nemes Takách Kata |
| Freddy Krueger   | Robert Englund     | Dózsa László          | Varga Tamás       |
| Glen Lantz       | Johnny Depp        | Kautzky Armand        | Takátsy Péter     |
| Tina Gray        | Amanda Wyss        | Farkasinszky Edit     | Csondor Kata      |
| Rod Lane         | Nick Corri         | Rudolf Péter          | Minárovits Péter  |
| Lt. Don Thompson | John Saxon         | Szersén Gyula         | Bognár Zsolt      |
| Marge Thompson   | Ronee Blakley      | Tímár Éva             | Vándor Éva        |

|                       | 1. szinkron (eredeti)             | 2. szinkron (DVD)           |
| --------------------- | --------------------------------- | --------------------------- |
| készítő               | Magyar Szinkron- és Videovállalat | Mafilm Audio Kft.           |
| készítési év          | 1989                              | 1997                        |
| stáblista felolvasása | Bozai József                      | Korbuly Péter               |
| magyar szöveg         | Schéry András                     | Görgényi Tamás, Kozik Gábor |
| hangmérnök            | Illés Gergely                     | Fék György                  |
| rendezőasszisztens    | Lengyel László                    |                             |
| vágó                  | Kiss László                       | Simkó Ferenc                |
| gyártásvezető         | Ozorai Katalin                    | Gelencsér Adrienne          |
| szinkronrendező       | Kosztola Tibor                    | Dezsőffy Rajz Katalin       |